# Kannangala, Virajpet
Kannangala là một làng thuộc tehsil Virajpet, huyện Kodagu, bang Karnataka, Ấn Độ.